# Rogier Verbeek

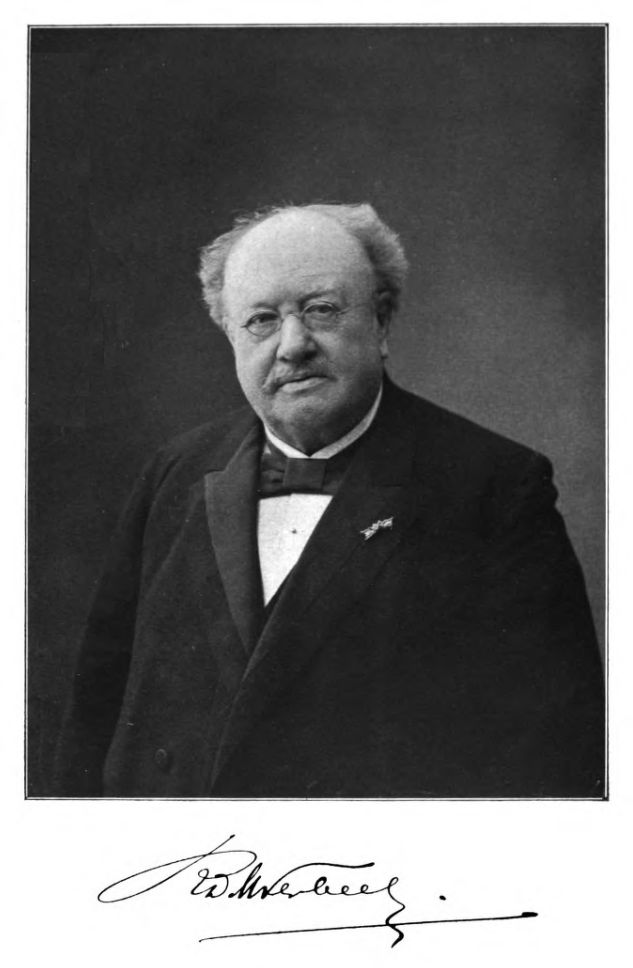
Rogier Diederik nel 1915

Rogier Diederik Marius Verbeek (Amsterdam, 7 aprile 1845 – Amsterdam, 9 aprile 1926) è stato un geologo e paleontologo olandese. Noto per il suo lavoro Krakatau pubblicato nel 1884-1885 per ordine del governatore generale delle Indie orientali olandesi.

## Biografia
Rogier Verbeek studiò dal 1861 al 1865 presso l'Accademia Reale di Delft, che fu convertita nella Scuola Politecnica nel 1864, e dal 1865 al 66 all'Accademia mineraria di Freiberg in Sassonia. Nel 1866 conseguì il dottorato presso l'Università tecnica di Delft. Visse come ingegnere minerario dell'Indonesia olandese a Buitenzorg su Giava e studiò l'isola di Rakata prima dell'eruzione del 1883 del vulcano Krakatoa fornendo ai vulcanologi contemporanei preziosi dettagli scientifici.
Nel 1885 divenne membro dell'Accademia Leopoldina. Nel 1909 ricevette un dottorato onorario dall'Università tecnica di Delft. Fu membro onorario del Koninklijk Nederlands Geologisch Mijnbouwkundig Genootschap e membro del Maatschappij der Nederlandsche Letterkunde. Nel 1925 Rogier Verbeek divenne membro onorario della Leopoldina.
Mappò geologicamente Sumatra e le Molucche, tra gli altri luoghi, e raccolse fossili a Giava. Ha anche condotto ricerche nel Borneo.

## Opere
- Krakatau. Batavia 1886;
- Topographische en geologische Beschrijving van een Deel van Sumatra’s Westkust. Batavia 1883.
- mit R. Fennema: Geologische beschrijving van Java en Madoera. Amsterdam 1896.
- De eilanden Alor en Pantar, residentie Timor en onderhoorigheden. Amsterdam 1914.
- De vulkanische erupties in Oost-Java in het laatst der 16de eeuw. In: Verhandelingen van het Genootschap, 1925.
- mit anderen: Die Fossilien von Java auf Grund einer Sammlung von Dr. R.D.M. Verbeek und von anderen. Brill 1909.

## Nella cultura di massa
Il suo personaggio è il protagonista della docufiction della BBC: Krakatoa: The Last Days.